# 史際
史際（1495年—1571年），字恭甫，初號燕峯（雁峰），晚年更號玉陽，應天府溧陽縣人，明朝政治人物。

## 生平
少從王守仁、湛若水遊。治《易經》，由國子生中式嘉靖四年（1525年）乙酉科應天府鄉試第十三名舉人，年三十八歲中式嘉靖十一年（1532年）壬辰科會試第二百二十五名，第三甲第二百二十八名進士。觀吏部政，授禮部主事，調吏部文選司主事，十八年二月授右春坊右清紀郎兼翰林院侍書，八月考察以不謹降調。歸家購置義莊、義塾，修建明倫堂，并捐出田產，助貧士讀書。
倭寇侵犯東南沿海，嘉靖三十四年八月，史际输米五千石助军饷，诏升尚宝司卿，与四品服色致仕。史際又招募死士進剿，又追禦于太湖。加升太僕寺少卿致仕，蔭子史继书为錦衣衛世襲百戶，隆庆五年卒，年七十七，以軍功特賜祭葬

## 家族
曾祖史鎬；祖史祚，贈南京刑科給事中；父史後，丙辰進士，南京刑科给事中，升南京光祿寺少卿，進階朝列大夫，加四品服色；前母李氏（贈孺人）；張氏；母王氏；繼母徐氏（封孺人）。重慶下，妻楊氏，兄陽；陟，弟階；隆（監生）。子繼源（太學生早卒）；繼書（蔭授錦衣百戶，歷陞指揮同知管衛事）。孫致爵；致蔭；致鳳。